# 金牛座21
金牛座21，正式的名稱是Asterope /əˈstrɛrəpiː/，是在疏散星團昴宿星團中組成昴宿三這一對雙星的成員之一，「金牛座21」是佛蘭斯蒂德命名法賦予的名稱。這顆恆星的視星等為5.76等，在理想條件下勉強可以用肉眼看到，然而任何以裸眼能觀察到這個天體的人都可能會把這對天體看作是5.6星等，並有著細長形式的單一恆星。到金牛座 21 的距離可以從其每年7.6 mas的視差偏移來估計，它距離地球約為431光年，相對於日心有著+6 km/s的徑向速度。它位於黃道附近，因此會受到月掩星的影響。
「Asterope」是希臘神話中的普勒阿得斯，即昴宿星團的七姐妹之一。在2016，國際天文學聯合會組織了恆星名稱工作組（WGSN）對星星的專有名稱進行分類和標準化。WGSN決定將專有名稱只給予單顆恆星，而不是整個多星系統。它於2016年8月21日批准了「金牛座21」的名稱為Asterope，現在它已被列入IAU核定的恆星名稱清單。
金牛座21是一顆藍白色調的B型主序星，恆星分類為B8V。它是單獨的一顆恆星，質量大約是太陽的3倍，年齡大約是一億年。它來自表面光球層的有效溫度為11,041 K，輻射出大約是太陽100倍的光度。它顯示出紅外過量，但這是由於反射星雲而不是星周盤。